# Leimbach (Heringen)
Leimbach ist ein Stadtteil von Heringen (Werra) im osthessischen Landkreis Hersfeld-Rotenburg.

## Geographische Lage
Leimbach liegt in Osthessen nordöstlich des Hauptortes und grenzt direkt an Heringen. Durch den Ort verläuft die Landesstraße 3172.

## Geschichte

### Ortsgeschichte
Erstmals urkundlich erwähnt wird das Dorf im Jahre 1366 mit dem Namen Wostenleymbach. Abgeleitet wird der Ortsname vom alten Wort leimo (Lehm). In diesem Jahr verkaufte Hermann von Hornsberg seinen Besitz in "Wostenleymbach" an Hans von Heringen. 1432 kam Leymbach beim Kauf des Gerichts Heringen an die Landgrafschaft Hessen (Amt Friedewald). Die halbe Wüstung Leimbach bei Heringen war 1433 und 1476 fuldisches Lehen derer von Boyneburg. Im 16. Jahrhundert wurde die Wüstung Leimbach neu besiedelt.
Zum 31. Dezember 1971 wurde die bis dahin selbständige Gemeinde Leimbach im Zuge der Gebietsreform in Hessen auf freiwilliger Basis in die Gemeinde Heringen (Werra) eingemeindet.
Für Leimbach wie für alle im Zuge der Gebietsreform nach Heringen eingegliederten Gemeinden wurden Ortsbezirke mit Ortsbeirat und Ortsvorsteher nach der Hessischen Gemeindeordnung gebildet.

### Einwohnerentwicklung
| Leimbach: Einwohnerzahlen von 1834 bis 2020 | Leimbach: Einwohnerzahlen von 1834 bis 2020 | Leimbach: Einwohnerzahlen von 1834 bis 2020 | Leimbach: Einwohnerzahlen von 1834 bis 2020 | Leimbach: Einwohnerzahlen von 1834 bis 2020 |
| --- | ------------------------------------------- | ------------------------------------------- | ------------------------------------------- | ------------------------------------------- |
| Jahr |                                             |                                             |                                             | Einwohner                                   |
| 1834 | 1834                                        |                                             | 144                                         | 144                                         |
| 1840 | 1840                                        |                                             | 140                                         | 140                                         |
| 1846 | 1846                                        |                                             | 147                                         | 147                                         |
| 1852 | 1852                                        |                                             | 143                                         | 143                                         |
| 1858 | 1858                                        |                                             | 140                                         | 140                                         |
| 1864 | 1864                                        |                                             | 134                                         | 134                                         |
| 1871 | 1871                                        |                                             | 137                                         | 137                                         |
| 1875 | 1875                                        |                                             | 131                                         | 131                                         |
| 1885 | 1885                                        |                                             | 127                                         | 127                                         |
| 1895 | 1895                                        |                                             | 128                                         | 128                                         |
| 1905 | 1905                                        |                                             | 148                                         | 148                                         |
| 1910 | 1910                                        |                                             | 179                                         | 179                                         |
| 1925 | 1925                                        |                                             | 201                                         | 201                                         |
| 1939 | 1939                                        |                                             | 227                                         | 227                                         |
| 1946 | 1946                                        |                                             | 271                                         | 271                                         |
| 1950 | 1950                                        |                                             | 283                                         | 283                                         |
| 1956 | 1956                                        |                                             | 259                                         | 259                                         |
| 1961 | 1961                                        |                                             | 508                                         | 508                                         |
| 1967 | 1967                                        |                                             | 497                                         | 497                                         |
| 1970 | 1970                                        |                                             | 482                                         | 482                                         |
| 1980 | 1980                                        |                                             | ?                                           | ?                                           |
| 1990 | 1990                                        |                                             | ?                                           | ?                                           |
| 2000 | 2000                                        |                                             | 511                                         | 511                                         |
| 2009 | 2009                                        |                                             | 494                                         | 494                                         |
| 2011 | 2011                                        |                                             | 441                                         | 441                                         |
| 2017 | 2017                                        |                                             | 424                                         | 424                                         |
| 2020 | 2020                                        |                                             | 418                                         | 418                                         |
| Datenquelle: Historisches Gemeindeverzeichnis für Hessen: Die Bevölkerung der Gemeinden 1834 bis 1967. Wiesbaden: Hessisches Statistisches Landesamt, 1968. Weitere Quellen: bis 1970; Stadt Herringen; Zensus 2011 |                                             |                                             |                                             |                                             |

### Religionszugehörigkeit
| • 1885: | 127 evangelische (= 100,00 %) Einwohner                           |
| • 1961: | 444 evangelische (= 87,40 %), 62 katholisch (= 12,40 %) Einwohner |

## Politik
Für den Stadtteil Leimbach besteht ein Ortsbezirk (Gebiete der ehemaligen Gemeinde Leimbach) mit Ortsbeirat und Ortsvorsteher nach der Hessischen Gemeindeordnung. Der Ortsbeirat besteht aus sieben Mitgliedern. Bei Kommunalwahlen in Hessen 2021 lag die Wahlbeteiligung zu den Ortsbeiratswahlen bei 50,17 %. Alle Kandidaten gehören der „Gemeinschaftsliste Leimbach“ (GmL) an. Der Ortsbeirat wählte Hartmut Weitzel zum Ortsvorsteher.

## Sehenswürdigkeiten
Für die unter Denkmalschutz stehenden Kulturdenkmäler des Ortes siehe die Liste der Kulturdenkmäler in Leimbach.